# Ninrrol Medina
Ninrrol Medina (San Ignacio, 26 de agosto de 1976) é um ex-futebolista hondurenho que atuava como defensor.

## Carreira
Ninrrol Medina integrou a Seleção Hondurenha de Futebol na Copa América de 2001.

## Títulos
Seleção Hondurenha
- Copa América de 2001: 3º Lugar